# Laurel Lake
Laurel Lake – jednostka osadnicza w Stanach Zjednoczonych, w stanie New Jersey, w hrabstwie Cumberland.